# The Fear of Fear
The Fear of Fear es el cuarto EP de la banda canadiense de metalcore Spiritbox. Fue lanzado el 3 de noviembre de 2023 a través de Pale Chord Records de la banda en asociación con Rise Records. Es su primer EP que alcanzó el puesto 116 en la lista de Billboard 200.

## Lanzamiento y promoción
"The Void" se lanzó como sencillo principal el 19 de abril de 2023. El segundo sencillo, "Jaded", fue lanzado el 25 de agosto, junto con el anuncio del EP. El tercer sencillo, "Cellar Door", fue lanzado el 13 de octubre. El EP Fear of Fear se lanzó el 3 de noviembre de 2023 a través de Pale Chord y Rise. El mismo día del lanzamiento del EP, la banda lanzó un vídeo musical de las canciones "Ultraviolet" y "Angel Eyes". También lanzaron un vídeo musical de la canción "Too Close/Too Late" el 4 de noviembre.
El 2 de mayo de 2023, la banda fue anunciada como telonero de la etapa de otoño de la gira Revolutions Live de Shinedown junto con Papa Roach.

## Lista de canciones
Todas las letras escritas por Courtney LaPlante, toda la música compuesta por Spiritbox. 
| N.º | Título                 | Duración |  |
| 1.  | «Cellar Door»          | 4:43     |  |
| 2.  | «Jaded»                | 4:22     |  |
| 3.  | «Too Close / Too Late» | 4:41     |  |
| 4.  | «Angel Eyes»           | 3:28     |  |
| 5.  | «The Void»             | 3:40     |  |
| 6.  | «Ultraviolet»          | 4:08     |  |

## Posicionamiento en lista
| Lista (2023)                         | Posición |
| ------------------------------------ | -------- |
| Escocia (Scottish Albums Chart)      | 47       |
| US Billboard 200                     | 116      |
| US Independent Albums (Billboard)    | 25       |
| Reino Unido (UK Independent Albums)  | 13       |
| Reino Unido (UK Rock & Metal Albums) | 5        |

## Personal
Spiritbox
- Courtney LaPlante - voz principal
- Michael Stringer - guitarra
- Josh Gilbert - guitarra
- Zev Rosenberg – batería